# RBS TV Passo Fundo
RBS TV Passo Fundo es una estación de televisión brasileña con ubicación en Passo Fundo, RS. Retransmite la programación de la Rede Globo y genera programas locales de buena audiencia, como el Jornal do Almoço y RBS Notícias. Es una red regional de transmisión de la RBS TV, que tiene su ubicación en Porto Alegre.

## Consignas
- Uma emissora a serviço da comunidade (Una estación a servicio de la comunidad) - 1991
- Aqui o Rio Grande se vê - 1993
- Cada vez mais perto de você (Cada vez más cerca de ti) - 1994
- Tudo por você - 1996
- Sempre o melhor pra você (Siempre lo mejor para usted) - 2001
- A gente mostra, você vê (Nosotros mostramos, usted ve) - 2002
- Sua vida na TV (Su vida en la TV) - 2003
- A gente faz pra você (Nosotros lo hacemos por usted) - 2008